# Buick Encore
O Buick Encore é um automóvel do tipo SUV compacto produzido pela Buick desde novembro de 2012. A primeira geração foi um Opel Mokka com facelift produzido na China e na Coreia do Sul, a segunda geração foi lançada em 2020 na China e utiliza a plataforma GEM da General Motors, não foi confirmada a venda no ocidente.

## Galeria
- Primeira geração (2021-2019)
- Segunda geração (2020-presente)